# 史绍熙
史绍熙（1916年8月19日—2000年9月16日），男，江苏宜兴人，中国工程热物理学家、燃烧学家。发明了复合式燃烧系统。

## 生平
1939年毕业于北洋大学，获学士学位。1939年至1945年间，先后在西北工学院、四川铭贤学院和武汉大学任教，并以其严谨的教学风格显露头角，仅任两年助教即被破格晋升讲师。1945年考取公派留英资格，1949年获英国曼彻斯特大学博士学位。1949年至1951年在威尔士大学斯旺西学院任教。
1951年回国任天津大学教授、创立天津大学内燃机专业，后担任内燃机燃烧学国家重点实验室主任。1980年当选为中国科学院院士（学部委员）。1981年至1986年出任天津大学校长。